# Індіра Арадинович
Індіра Арадинович «Інді» (нар. 4 липня 1986, Белград, СФРЮ) — сербська співачка. Випустила декілька альбомів у жанрі поп-фольк — перший же альбом «Інді» призвів до популярності. Співачка любить акторську діяльність, де вважає себе талановитою.
Через зовнішню схожість її порівнюють з моделлю Кім Кардаш'ян, однак сама Індіра заявила, що є красивішою за Кім та має природні форми тіла, котрих не торкався пластичний хірург.

## Із життєпису
Народилася в Белграді, 4 липня 1986 року. Під час навчання не була надто дисципінованою студенткою — любила прогулювати заняття у кав'ярні. У 2004 році батьки розлучились, Індіра, з меншою сестрою Едітою та покійним братом, залишились жити з батьком-алкоголіком.
У 2011 році преса повідомляла про одруження зі співаком Шерифом Коневичем, що підтвердила й сама Індіра, однак Коневич це спростував та звинуватив Арадинович у помсті через припинення співпраці.

## Кар'єра
Перший публічний виступ на прослуховуванні в музичному конкурсі Звезде Ґранда (серб. Звезде Гранда) 2003 року не був успішним. Перед цим був запис дуетом з братом своєї тітки пісні «Любов за любов» (босн. «Ljubav za ljubav»), де співачка була представлена під власним ім'ям.
У 2006 році побачив світ перший альбом — «Інді», записаний на Grand Production, куди увійшло 10 пісень авторства Марини Туцакович (босн. Marina Tucaković) та Саші Милошевича (босн. Saša Milošević), найвідомішими з котрих стали «Родич» (серб. «Relative»), «Торкнись моїх рук» (серб. «Pipni mi ruke»), «На виплат» (серб. «Na rate»), «Біла сукня» (серб. « Bela haljina»). Того ж року співачка виступила на фестивалі з піснею «Bato bre», записала «Експресно» (серб. «Ekspresno») в дуеті з Бояном Бєлічем.
У 2010 році брала участь в реаліті-шоу «Фарма», звідки була дискваліфікована. 2012 року вийшов другий альбом — «Індія», що містив 10 пісень. У 2016 році співачка записала кліп з новою піснею «Bezobrazno lep». 2015 року вийшов новий сингл — «Цариця» (босн. «Carica»), що продовжив стиль попередньої пісні «Мені, мені» (босн. «Meni, meni»).

## Дискографія
- Indy (2006)
- Индија (2012)